# John le Carré
David John Moore Cornwell, poznatiji pod pseudonimom John le Carré (Poole, 19. listopada 1931. – Truro, Cornwall, 12. prosinca 2020.) bio je britanski autror kriminalističkih i špijunskih romana. Jedan je od rijetkih pisaca koji je u svojim špijunskim romanima realistično prikazao međunarodnu špijunažu, čiji je sudionik i sam bio.

## Životopis i književni rad
Le Carré je rođen u engleskom gradu Pooleu, a obrazovao se u Bernu i na Oxfordu. Kao učitelj na Etonu bio je od 1956. do 1958. Radio je i za Britanski ured za vanjske poslove.
Tijekom ranih 1960-ih le Carré je počeo pisati djela o podzemlju koje okružuje britansku špijunažu. Njegovo prvo djelo, Poziv za mrtve (1961.) predstavlja nam Georgea Smileya, pametnog, starijeg detektiva koji se pojavljuje u mnogim le Carréovim kasnijim romanima. Kritične i popularne reakcije na le Carréov treći roman, Špijun koji je došao iz hladnoće (1963.) uvjerile su ga da radi kao cijelovremeni pisac. Taj roman je le Carréu ujedno donio i prestižni Somerset Maugham Award. Uslijedili su mnogi trileri, uključujući i popularnu trilogiju – Dečko, dama, kralj, špijun (1974.), Savršeni školarac (1977.) i Smileyevi ljudi (1980.) – u kojem se Smiley bori protiv obavještajne agencije iz Sovjetskog Saveza. Dečko, dama, kralj, špijun, Smileyevi ljudi, i jedan kasniji roman, Savršeni špijun (1986.) ekranizirani su za izvođenje na televiziji. Mala bubnjarka (1983.), koja govori o konfliktu na Srednjem Istoku i Ruska kuća (1989.) koja je nadahnuta le Carréovim posjetom  Moskovskog sajma knjiga, pretvoreni su u jako gledane filmove. Le Carréovi romani se smatraju realnim opisivačima političkog ozračja u hladnom ratu, razdoblju između Drugog svjetskog rata (1939. – 1945.) i početka 1990-ih, tj. 1991. u kojem su se SAD (i saveznici) i SSSR (i saveznici) politički i ratno nadmetali.
Tri kasnija romana – Tajni hodočasnik (1991.), Noćni menadžer (1993.) i Naša igra (1995.) – pokazali su le Carréovu namjeru da i dalje piše o likovima i vremenu špijunaže unatoč raspadu komunizma i kraju hladnog rata. No sljedeće godine dolazi Krojač Paname (1996.) u kojem je potpuno promijenio i likove i oblik korupcije: u romanu zli ljudi žele preokrenuti Dogovor o Panamskom kanalu. Brižni vrtlar (2001.) smjestio je u središtu političkog sukoba u Keniji u kojem srednjovječni britanski diplomat traži ubojicu svoje žene, aktivistice za ljudska prava. Na špijunski roman vratio se romanom Apsolutni prijatelji (2004.) koji je smjestio u svijet međunarodne politike nakon 11. rujna.

## Djela
| Ime romana                       | Godina izdanja | Izvornik                          |
| -------------------------------- | -------------- | --------------------------------- |
| Poziv za mrtve                   | 1961.          | Call for the Dead                 |
| Kvalitetno ubojstvo              | 1962.          | A Murder of Quality               |
| Špijun koji je došao iz hladnoće | 1963.          | The Spy Who Came in from the Cold |
| The Looking-Glass War            | 1965.          | The Looking-Glass War             |
| Mali grad u Njemačkoj            | 1968.          | A Small Town in Germany           |
| Naivni i sentimentalni ljubavnik | 1971.          | The Naïve and Sentimental Lover   |
| Dečko, dama, kralj, špijun       | 1974.          | Tinker, Tailor, Soldier, Spy      |
| Plemeniti đak                    | 1977.          | The Honourable Schoolboy          |
| Smileyevi ljudi                  | 1979.          | Smiley's People                   |
| Mala bubnjarka                   | 1983.          | The Little Drummer Girl           |
| Savršeni špijun                  | 1986.          | A Perfect Spy                     |
| Ruska kuća                       | 1989.          | The Russia House                  |
| Tajni hodočasnik                 | 1991.          | The Secret Pilgrim                |
| Nevjerojatni mir                 | 1991.          | The Unbearable Peace              |
| Noćni menadžer                   | 1993.          | The Night Manager                 |
| Naša igra                        | 1995.          | Our Game                          |
| Krojač Paname                    | 1996.          | The Tailor of Panama              |
| Nervozna vremena                 | 1998.          | Nervous Times                     |
| Slobodan i slobodan              | 1999.          | Single & Single                   |
| Brižni vrtlar                    | 2001.          | The Constant Gardener             |
| Apsolutni prijatelji             | 2004.          | Absolute Friends                  |
| Nestala pjesma                   | 2006.          | The Mission Song                  |
| Najtraženiji čovjek              | 2008.          | A Most Wanted Man                 |

## Vanjske poveznice
- John le Carré homepage
- John le Carré resource site
- The Mission Song Reviews  Arhivirana inačica izvorne stranice od 3. veljače 2008. (Wayback Machine) at Metacritic.com
- John le Carré biography on Books and Writers
- 1989 NPR Interview of le Carré